# Flora Coquerel
Flora Coquerel (Mont-Saint-Aignan, 14 aprile 1994) è una modella francese di origine beninese eletta sessantasettesima Miss Francia (2014).

## Biografia
Flora Coquet nel 2013 aveva vinto il titolo di Miss Orleans 2013, che le ha permesso di partecipare al concorso nazionale di Miss Francia l'anno successivo. Subito dopo la vittoria di Miss Francia, la Coquerel si è dichiarata orgogliosa di rappresentare una Francia cosmopolita.
La modella rappresenterà la propria nazione a Miss Mondo 2014.